# Betiel Berhe
Betiel Berhe (* 1982 in Ulm) ist Ökonomin und Aktivistin.

## Leben
Sie befasst sich in ihrer Arbeit als Autorin und Antirassismustrainerin in ihren Workshops mit Zusammenhängen zwischen Rassismus und Klasse im deutschen Kontext. Sie war für verschiedene internationale sowie nationale Organisationen und NGOs tätig.
Sie hat das Institut für Social Justice & Radical Diversity 2005 in München mitbegründet, in welchem unter anderem Leah Carola Czollek tätig ist. Das Social-Justice-und-Diversity-Training ist ein diskriminierungskritisches Bildungskonzept für Inklusion, Teilhabe und Partizipation. Das Team des Instituts besteht neben Czollek und Gudrun Perko aus Max Czollek und Corinne Kaszner. Das Institut kooperiert mit dem DGB-Bildungswerk, der Alice-Salomon-Hochschule Berlin und seit 2012 mit der Zentralen Einrichtung Weiterbildung der Fachhochschule Potsdam.

## Publikationen

### Bücher
- Nie mehr leise. Die neue migrantische Mittelschicht. Berlin: Aufbau 2023. ISBN 978-3-351-04203-5.
  - Auch erschienen als Sonderausgabe für die Bundeszentrale für politische Bildung. Bonn 2024. ISBN 978-3-7425-1078-5

### Miszellen
- Mein Körper ist politisch, und ich habe ihn immer bei mir, in: Süddeutsche Zeitung (27. April 2023).